# 花蓮臨港線
花蓮臨港線是由臺灣鐵路公司經營的鐵路貨運支線，又稱花蓮港線。花蓮臨港線現行業務以貨運為主，尤其是將東部開採的水泥砂石運至花蓮港裝船，運至台灣西部的「東砂西運」托運業務，在花蓮車站、北埔車站與花蓮北號誌站之間形成三角線，惟花蓮車站至花蓮港車站之路線已廢止。
- 花蓮臨港線一景
- 花蓮周邊鐵路車站及路線圖
A：（舊）花蓮
B：花蓮港
C：（現）花蓮
D：北埔
E：吉安
F：美崙
（黃線：北迴線）
（藍線：臺東線）
（綠線：花蓮臨港線）
（紅線：舊花蓮港線）

## 路線資料
- 經營管轄：臺灣鐵路公司
- 路線距離：北埔＝花蓮港間7.4公里；花蓮站＝花蓮港站之間5.8公里（已廢止，並拆除）；花蓮港＝美崙間1.3公里（已廢止，並拆除）；美崙＝花蓮（舊站）間2.7公里（已廢止，並拆除）；花蓮（舊站）＝田浦間1.3公里（已廢止，並拆除）[3]
- 軌距：1,067 毫米
- 車站數：2（含起訖車站；2006年5月）
- 雙線區間：無
- 電化區間：北埔站＝花蓮港站為電氣化
- 2004年完成舖設重軌及PC枕木工作
- 2011年完成電氣化工程（北埔=花蓮港），同時廢止三角線南側（花蓮＝花蓮港）之路線
- 開業日期:1910年花蓮舊站=田浦車站營業，1939年終點站由田浦車站延伸至花蓮港車站，1975年起點站由花蓮舊站延伸至北埔車站，1982年7月2日停止客運業務。

## 運行形態
- 電力機車E300型，每日來回28列次（中鋼10車次往返花蓮港＝和仁；亞泥散裝水泥18車次往返花蓮港＝新城（太魯閣）使用單輛機車牽引）；維修單位為花蓮機務段。
- 在基隆臨港線廢除之後，往後新到車輛，如台鐵EMU3000型電聯車、台鐵EMU900型電聯車、台鐵R200型柴電機車及台鐵E500型電力機車等，分別改由本線或台中港線接收交付[4][5][6][7][8]。

## 使用車輛
- 七堵機務段、彰化機務段之台鐵E200—E400型電力機車，以E300為主。
- 貨車車廂：敞車、石斗車、水泥斗車。

## 車站一覽
| 車站名稱            | 車站名稱      | 編號 | 營業里程 北埔起 | 續接／交會路線 | 備註 | 所在地 | 所在地 |
| 中文 （國音電碼）   | 英譯          | 編號 | 營業里程 北埔起 | 續接／交會路線 | 備註 | 所在地 | 所在地 |
| ------------------- | ------------- | ---- | --------------- | -------------- | --- | ------ | ------ |
| 北埔 （ㄅㄟㄅ）     | Beipu         | 052  | 0.0             |                | 本線與北迴線分歧點，有通往台灣中油北埔庫區的側線（已廢止）。                                                                               | 花蓮縣 | 新城鄉 |
| 嘉新號誌            | Jiaxin Singal | ---  | 3.1             |                | 本線與北迴線實際分歧點，但軌道不相通，作為貨列交會之用。在設置本站前，附近有分歧往花蓮（新）站軌道，目前廢止拆除。                         | 花蓮縣 | 花蓮市 |
| 花蓮港 （ㄌㄧㄢㄍ） | Hualien Port  | 260  | 7.4             |                | 舊名東花蓮港；設有側線連接台灣水泥廠區及台灣肥料公司（已廢止）和幸福水泥碼頭；最早的臺東線起點。                                           | 花蓮縣 | 花蓮市 |
| 美崙                | Meilun        | 050  | 8.7             |                | 已廢止；東拓時廢止，舊名米崙，位於現花蓮縣花蓮市海岸路與民權八街口。                                                                       | 花蓮縣 | 花蓮市 |
| 新村                | Xincun        | 049  | 9.3             |                | 已廢止；東拓時廢止，舊名日出，位於現花蓮縣花蓮市海岸路與民權五街口（東旭觀海酒店及美崙田徑場對面）。                                       | 花蓮縣 | 花蓮市 |
| 民立                | Minli         | 048  | 9.7             |                | 已廢止；1961年廢止；舊名入船，位於現花蓮港務分公司大門陸橋處。                                                                             | 花蓮縣 | 花蓮市 |
| 花蓮舊 （ㄌㄧㄢ）   | Hualien       | 047  | 11.4            |                | 已廢止；東拓時廢止，舊名花蓮港；過去亦曾為臺東線起點，曾有路線分歧至海岸車站（現南濱公園處），原花蓮機務段、機廠、工務段、警務段位於此處。 | 花蓮縣 | 花蓮市 |
| 田浦 （ㄊㄅ）       | Tienpu        | 046  | 12.7            |                | 已廢止；東拓時廢止，又稱田埔；過去曾為本線新（現台東線）、舊（已廢止；至花蓮舊站）路線、嵐山森林鐵路太昌線的實際分歧點。                   | 花蓮縣 | 花蓮市 |

## 圖片
- 台鐵E500型電力機車正在吊掛到碼頭
- 台鐵E500型電力機車在鐵軌上

## 外部連結
- 花蓮運務段花蓮港站
- TRC新聞 明年鐵道節花蓮臨港線 懷舊復出
- 交通部臺灣鐵路管理局 （页面存档备份，存于）